# Tarento (Japón)
Tarento (タレント?) es un anglicismo japonés derivado de la palabra inglesa "talent" (talento) que se utiliza para denominar a los personajes más conocidos que aparecen regularmente en televisión, radio y, en general, en cualquier medio de comunicación. 
Por lo general un tarento es una persona cuyas características se amoldan a lo que la cultura japonesa desea encontrar, tal como puede suceder en cualquier otra cultura centrada en el entretenimiento, pero en el caso de Japón, donde en ciertos aspectos son un tanto extremistas, un tarento llega a reflejar o representar estos extremos o fijaciones. Tal como se puede observar en el caso de Morning Musume, el equivalente de las Spice Girls, pues debido al gusto por las chicas adolescentes de la mayoritaria audiencia masculina de mediana edad, las cantantes son "substituidas" en cuanto se aproximan a la edad adulta por nuevas chicas, algunas de hasta doce años de edad. 
Los tarento, tanto hombres como mujeres, inician sus carreras explotando su atractivo físico, pero a la vez editan música, participan en programas de televisión, etc.
En ocasiones, los tarento son promocionados en los medios de comunicación gracias a que están relacionados de alguna manera con alguna celebridad o algún político, no gracias a sus habilidades o cualidades artísticas. Uno de estos ejemplos es el caso de Ayako Fujitani, hija del actor Steven Seagal y la maestra de aikidō Miyako Fujitani. 
Los tarento suelen tener una carrera en el estrellato por lo general corta, y los ingresos producidos por esta, al contrario de lo que se piensa, no son proporcionales a la fama que algunos llegan a adquirir. Esto se debe principalmente a que la mayoría de ellos consiguen relevancia por un simple hecho o suceso. Así pues por lo general un tarento simplemente consigue ganar lo justo para llevar una vida de clase media en Tokio, la capital japonesa de los medios de comunicación. 
Aun así algunos de ellos consiguen alcanzar un cierto nivel social y utilizan esa fama pasajera para derivar en actores o en la política. En otros muchos casos cabe destacar que los tarento que no consiguen derivar en algo más substancial acaban diluyendo esa fama con participaciones en películas seudoeróticas.
La televisión japonesa se basa mayoritariamente en este tipo de gente, centrando las mejores franjas horarias (prime time) en programas que tratan sobre la vida de estas personas, sus viajes, mostrando vídeos dramatizando la vida de un tarento y/o opinando simplemente sobre ellos. A menudo, incluso docenas de ellos, son llamados a tomar parte en estos programas, incluso en programas concurso donde suelen ser los principales participantes, pero al contrario que en otros países, no donan el dinero sino que lo guardan para ellos.